# Bhavani (rivière)
Bhavani (tamoul :  பவானி) est un affluent de Kaveri en Inde. Avec ses 217 km de longueur, cette rivière est un des cours d'eau majeur du Tamil Nadu. Bhavani prend sa source des dépressions de Palghat (ou Palakkad en Tamoul) de l'État du Kerala voisin. 

## Hydrographie
Le Bhavani est alimenté essentiellement par la mousson du Sud-Ouest et accessoirement par la mousson du Nord-Est. Son cours traverse principalement le district d'Erode, 90 % de son eau est employé pour l'irrigation alimentant 6 millions de personnes. Il se jette dans le Kaveri dans les environs de Salem.